# Tiên Đồng
Tiên Đồng là một xã thuộc tỉnh Nghệ An, Việt Nam. Xã được hình thành trên cơ sở sáp nhập xã Đồng Văn và xã Tiên Kỳ của huyện Tân Kỳ trong đợt Sáp nhập tỉnh thành Việt Nam 2025.

## Địa lý
Xã Tiên Đồng có vị trí địa lý:
- Phía Đông giáp xã Tân An và xã Giai Xuân;
- Phía Nam giáp xã Nghĩa Hành và xã Thành Bình Thọ;
- Phía Tây giáp xã Thành Bình Thọ;
- Phía Bắc giáp xã Giai Xuân và xã Mường Chọng.

Xã Tiên Đồng có diện tích tự nhiên 119,62 km².

## Hành chính và tên gọi
Xã Tiên Đồng được thành lập theo Nghị quyết số 1678/NQ-UBTVQH15 của Ủy ban Thường vụ Quốc hội Việt Nam, ban hành ngày 16 tháng 6 năm 2025. Theo đó, sắp xếp toàn bộ diện tích tự nhiên, quy mô dân số của xã Đồng Văn và xã Tiên Kỳ thuộc huyện Tân Kỳ trước đây thành một xã mới có tên gọi là xã Tiên Đồng.
Trước đó, theo Đề án sắp xếp đơn vị hành chính cấp xã tỉnh Nghệ An, xã này là xã Tân Kỳ 7.
Sau sắp xếp xã có diện tích tự nhiên: 119,62 km², quy mô dân số: 19.663 người.